# Bielewo (jezioro)
Bielewo lub Jezioro Bielskie – jezioro w Polsce, położone w województwie warmińsko-mazurskim, w powiecie giżyckim, w gminie Miłki.

## Położenie
Jezioro leży na Pojezierzu Mazurskim, w mezoregionie Wielkich Jezior Mazurskich, w dorzeczu Pisa–Narew–Wisła. Znajduje się około 10 km w kierunku północnym od Orzysza. Na zachodnim brzegu leży wieś Bielskie. Akwen ma połączenie ciekiem wodnymi z Jeziorem Skomackim (na południowym wschodzie).
Linia brzegowa rozwinięta, rzeźba dna urozmaicona. Brzegi zróżnicowane: pagórkowate, wysokie i strome, ale też niskie i płaskie. W otoczeniu znajdują się łąki oraz pola.
Jezioro leży na terenie obwodu rybackiego Jeziora Bielskie w zlewni rzeki Pisa – nr 17. Znajduje się na terenie Obszaru Chronionego Krajobrazu Jezior Orzyskich o łącznej powierzchni 21 153,0 ha.

## Morfometria
Według danych Instytutu Rybactwa Śródlądowego powierzchnia zwierciadła wody jeziora wynosi 58,9 ha. Średnia głębokość zbiornika wodnego to 7,3 m, a maksymalna – 29,5 m. Lustro wody znajduje się na wysokości 145,9 m n.p.m. Objętość jeziora wynosi 4289,9 tys. m³. Maksymalna długość jeziora to 1450 m a szerokość 550 m. Długość linii brzegowej wynosi 5250 m.
Inne dane uzyskano natomiast poprzez planimetrię jeziora na mapach w skali 1:50 000 według Państwowego Układu Współrzędnych 1965, zgodnie z poziomem odniesienia Kronsztadt. Otrzymana w ten sposób powierzchnia zbiornika wodnego to 52,5 ha.